# هابانرا
هابانرا (به اسپانیایی: habanera؛ تلفظ اسپانیایی: [aβ̞aˈneɾa] «هاوانایی») یک نوع رقص کوبایی است. قدمت هابانرا به سدهٔ نوزدهم میلادی در هاوانا بازمی‌گردد. ژرژ بیزه، سباستیان ایرادیر (Sebastian Yradier)، و ادواردو سانچز د فوئنتس (Eduardo Sánchez de Fuentes) در شکل‌گیری آن تأثیر به‌سزایی داشته‌اند. کسر میزان در هابانرا به صورت کسر ۲/۴ است.

## چند هابانرا معروف
- «عشق پرنده‌ای سرکش است» (به فرانسوی: L'amour est un oiseau rebelle) از اپرای کارمن اثر آهنگ‌ساز فرانسوی ژرژ بیزه
- «کبوتر» (به اسپانیایی: La Paloma) اثر آهنگ‌ساز اسپانیایی سباستیان ایرادیر